# レオナード・シェンゴールド
レオナード・シェンゴールド（Leonard Shengold、1925年12月5日 - 2020年2月4日）は、アメリカ合衆国の精神科医である。児童虐待の研究で知られる。

## 生涯
シェンゴールドは1925年12月5日にニューヨーク州シラキュースで生まれた。両親ともにユダヤ人であり、父はミンスク出身の時計職人、母はヴィリニュス出身だった。シェンゴールドによれば、父には狭心症の持病があり、シェンゴールドが12歳のときに死去した。シェンゴールドはシラキュース大学に入学し、1学期だけ学んだ後でコロンビア大学に転入した。コロンビア大学ではライオネル・トリリングに師事し、フロイトや精神分析に興味を持つきっかけとなった。
第二次世界大戦中はアメリカ陸軍に入隊し、インドで無線技士として、その後北アフリカとサウジアラビアで事務員として従軍した。戦後は大学に戻り、1947年に卒業した。同年、ロングアイランド医科大学（現 ニューヨーク州立大学ダウンステート健康科学学部）に進学し、医学の学位を得た。また、ニューヨーク精神医学協会（当時はニューヨーク大学医学部附属）で訓練を受けた。
シェンゴールドはニューヨーク精神医学協会の訓練分析者としてキャリアをスタートさせた。1975年から1978年までは同協会の会長を務め、ニューヨーク大学で精神医学を教えた。1997年、精神分析における業績に対してシガニー賞を受賞した。
シェンゴールドは2020年2月4日に白血病により死去した。94歳だった。

## 業績
シェンゴールドは児童虐待の研究で著名な人物であり、児童虐待を受けて育った成人患者らに対する幼少期のダメージを観察してきた。そして、1979年の児童虐待に関する論文にて、「親による長期にわたる虐待（身体的・心理的・性的）、育児放棄（無関心）」を子どもたちの魂を殺す「魂の殺人」として定義した。臨床事例やラドヤード・キップリング、アントン・チェーホフ、チャールズ・ディケンズの文学作品を引用し、無力な子供たちは虐待者への依存（身体的・感情的）のために簡単に餌食になり、「自己への虐待者」と自己を同一視してしまうりそして、自己が受けた虐待の経験を、自己の子女など他者へ繰り返してしてしまうことを論じた。そのほか、作家で神経科医のオリバー・サックスの治療も半世紀近くにわたって行った。
文芸評論家のミチコ・カクタニは、1989年のシェンゴールドの著書"Soul Murder: The Effects of Childhood Abuse and Deprivation"（日本語訳『魂の殺害 虐待された子どもの心理学』（2003年））の書評で、シェンゴールドは「現代の精神医学的な魂の殺人の定義」を確立したと評価した。生理学者のハロルド・F・ブラムは、幼少期の虐待の心理的な深刻さとトラウマ体験を理解する上で、無意識の空想が重要な役割を果たすことを明らかにしたシェンゴールドの研究は貴重なものであったと述べた。